# 錫布利鎮區 (北達科他州基德縣)
錫布利鎮區（英語：Sibley Township）是位於美國北達科他州基德縣的一個鎮區。

## 地方資料
錫布利鎮區的面積為92.36平方千米，當中陸地面積為81.95平方千米，而水域面積為10.40平方千米。根據2020年美國人口普查的數據，當地共有人口92人，而人口密度為每平方千米1人。